# Bayinnaung

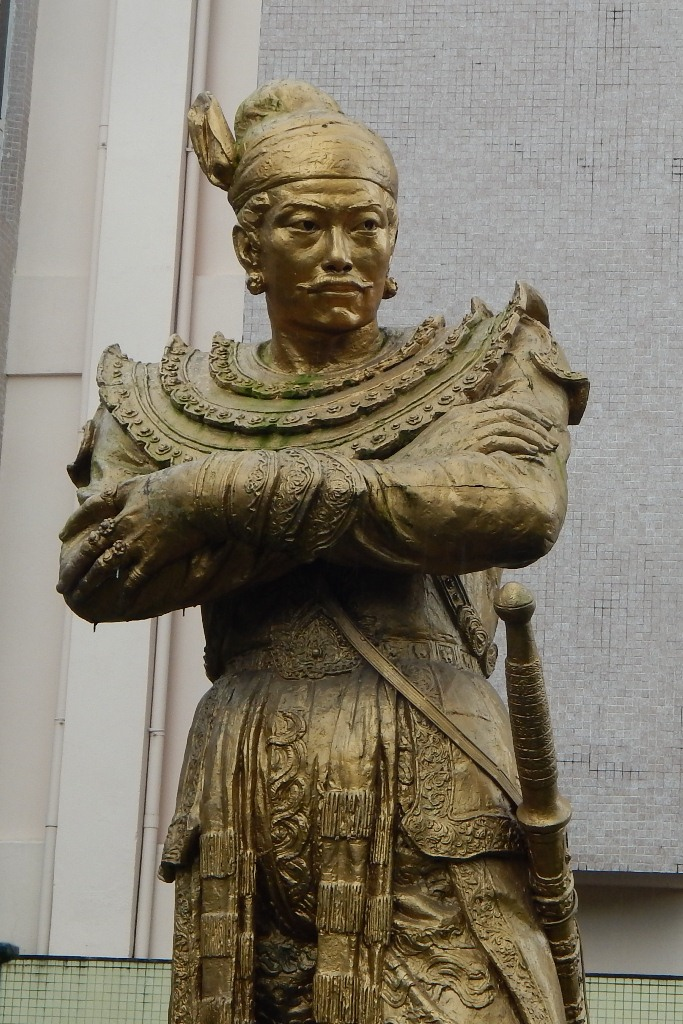
Bayinnaung

Bayinnaung was de koning van Birma van 1550-1581, was de opvolger van Tabinsjwehti. De eenheid van het land was met geweld opgelegd en werd door Bayinnaung met nietsontziende hardheid gehandhaafd. Door vele oorlogen werd Birma economisch geruïneerd, vooral door de uiteindelijk mislukte poging Siam te onderwerpen. De Sjan-staten en Manipoer maakten deel van Bayinnaungs rijk uit, waarvan grote gebieden werden beheerst door schatplichtige vazallen. Na zijn dood leidde zijn schepping een wankel bestaan tot het medio 18de eeuw door de Mon werd omvergeworpen.